# أمراض قابلة للوقاية باللقاح
الأمراض القابلة للوقاية باللقاح هي أمراض معدية توجد لقاحات فعالة لها. إذا أُصيب المريض بأحد تلك الأمراض ومات منها، فإنها تسمى في هذه الحالة وفيات قابلة للوقاية باللقاح.
تعتبر منظمة الصحة العالمية الأمراض التالية هي أكثر الأمراض خطورة، بالإضافة إلى إمكانية الوقاية منها عن طريق اللقاحات: الدفتيريا، المستديمة النزلية، التهاب الكبد B، الحصبة، التهاب السحايا، النكاف، السعال الديكي، شلل الأطفال، الحصبة الألمانية، الكزاز، السل، وحمى الصفراء. وتفيد منظمة الصحة العالمية بأن اللقاحات المرخصة متاحة للوقاية من تلك الأمراض.

## خلفية
في عام 2012، قدرت منظمة الصحة العالمية أن التطعيم يمنع 2.5 مليون حالة وفاة كل عام. وإذا تمتعت اللقاحات بقوة تحصين بنسبة 100٪، وفعالية 100٪، فإنه يمكن الوقاية من واحدة من بين سبعة وفيات بين الأطفال الصغار، معظمهم في البلدان النامية، مما يجعل هذه القضية قضية صحية عالمية هامة. اعتبرت منظمة الصحة العالمية أربعة أمراض مسؤولة عن 98٪ من الوفيات التي يمكن الوقاية منها باللقاحات وهي: الحصبة، والمستدمية النزلية، والسعال الديكي، والكزاز.
ساهم برنامج رصد التطعيمات وتقييمها التابع لمنظمة الصحة العالمية في مراقبة وتقييم سلامة وفعالية البرامج واللقاحات في الحد من الأمراض والوفيات الناجمة عن الأمراض القابلة للوقاية باللقاحات.
وعادةً ما تنجم الوفيات الناجمة عن الأمراض القابلة للوقاية باللقاحات عن عدم الحصول على اللقاح في الوقت المناسب. وقد يُعزى ذلك إلى القيود المالية أو عدم إمكانية الحصول على اللقاح. بالإضافة إلى ذلك، قد يكون اللقاح الموصى به غير مناسب طبيًا لعدد قليل من الناس بسبب الحساسية الشديدة أو نقص المناعة. وبالإضافة إلى ذلك، قد لا يوصى باستخدام لقاح معين ضد مرض معين في بلد معين، و قد يوصى به فقط لبعض السكان، مثل الأطفال الصغار أو كبار السن. يقدم كل بلد توصياته الخاصة بالتطعيم، استنادًا إلى الأمراض الشائعة في منطقته وأولويات الرعاية الصحية. وإذا كان المرض قابل للوقاية باللقاحات غير شائع في بلد ما، فمن غير المرجح أن يحصل سكان ذلك البلد على لقاح ضده. على سبيل المثال، لا يحصل سكان كندا والولايات المتحدة بشكل روتيني على لقاحات ضد حمى الصفراء، مما يجعلهم عرضة للإصابة عند السفر إلى المناطق التي يشيع فيها خطر الإصابة بحمى الصفراء (المناطق المتوطنة أو الانتقالية).

## قائمة الأمراض القابلة للوقاية عن طريق اللقاحات غير مُدرجة فيمنظمة الصحة العالمية

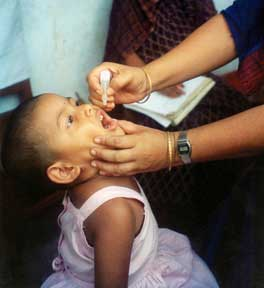
طفل يتم تطعيمه ضد شلل الأطفال.

تصنف منظمة الصحة العالمية قائمة تضم 26 مرضًا يمكن الوقاية منهم عن طريق اللقاحات:
1. حصبة
2. حصبة ألمانية
3. كوليرا
4. مرض المكورات السحائية
5. إنفلونزا
6. خناق
7. نكاف
8. الكزاز
9. التهاب الكبد الوبائي أ
10. السعال الديكي
11. السل
12. التهاب الكبد ب
13. عدوى المكورة الرئوية
14. حمى التيفوئيد
15. التهاب الكبد الوبائي هـ
16. شلل الأطفال
17. التهاب الدماغ المحمول بالقراد
18. المستدمية النزلية
19. داء الكلب
20. جدري الماء والهربس النطاقي
21. فيروس الورم الحليمي البشري
22. التهاب الأمعاء بالفيروس العجلي
23. حمى الصفراء
24. التهاب الدماغ الياباني
25. الملاريا[6]
26. حمى الضنك[6]

## أمراض القابلة للوقاية عن طريق اللقاحات غير مُدرجة فيمنظمة الصحة العالمية
توجد أيضًا بعض الأمراض القابلة للوقاية عن طريق اللقاحات والتي لم تدرجها منظمة الصحة العالمية في قوائمهًا، نظرُا لعدم كفاءة اللقاح، أو لعدم كون المرض يشكل نهديد خطير في الوقت الراهن.
1. الجمرة الخبيثة[7]
2. الطاعون
3. حمى كيو
4. الجدري